# Jaroslav Kožešník
Jaroslav Kožešník (* 8. Juni 1907 in Kněžice, Okres Jihlava (damals: Bezirk Iglau); † 26. Juni 1985 in Prag) war ein tschechischer Mathematiker, Kybernetiker und Hochschullehrer.

## Leben
Kožešník studierte an der Fakultät für Maschinenbau und Elektrotechnik der Technischen Hochschule Prag. Darauf arbeitete er als wissenschaftlicher Experte für Kybernetik und Mechanisierung.
1946 trat Kožešník in die Škoda-Forschungsabteilung in Pilsen ein. Er war Mitglied der Tschechischen Sozialdemokratischen Partei und trat 1948 in die Kommunistische Partei der Tschechoslowakei (KPČ) ein. Es folgten unterschiedliche Stellungen in Forschung und Entwicklung. Er veröffentlichte viele Fachaufsätze. 1953 wurde Kožešník Korrespondierendes Mitglied der Tschechoslowakischen Akademie der Wissenschaften. Er wurde 1955 Professor an der Technischen Hochschule Prag.
1959 wurde Kožešník Direktor des Instituts für Informationstheorie und Automatisierung und blieb es bis zu seinem Tode. 1960 wurde er Wirkliches Mitglied der Tschechoslowakischen Akademie der Wissenschaften. 1961–1970 war er Vizevorsitzender und 1970–1980 Vorsitzender der Tschechoslowakischen Akademie der Wissenschaften. 1971 wurde er ausländisches Mitglied der Akademie der Wissenschaften der UdSSR. Dazu war er bevollmächtigter Vertreter der ČSSR am Vereinigten Institut für Kernforschung in Dubna bei Moskau. Er war Hauptherausgeber der Zeitschrift Kybernetika.
Nach dem Prager Frühling 1968 mit Einmarsch der Warschauer-Pakt-Staaten in die ČSSR und anschließender Normalisierung wurde Kožešník in der 1969 föderalisierten Tschechoslowakei Abgeordneter im Unterhaus der Föderationsversammlung mit Bestätigung in den folgenden Wahlen (bis 1981). 1970 wurde er als Mitglied des Zentralkomitees der  KPČ kooptiert und nahm am 14. und 15. Parteitag teil.

## Ehrungen, Preise
- Staatlicher Klement-Gottwald-Preis (1959, 1967)
- Tschechoslowakischer Orden der Arbeit (1962)
- Held der Sozialistischen Arbeit der Tschechoslowakei (1972)
- Orden des Roten Banners der Arbeit
- Orden des Siegreichen Februars (1973)
- Orden der Republik (1977)[2]
- Orden der Völkerfreundschaft (1977)
- Lomonossow-Goldmedaille (1980)[4]